# Cicindela puritana
Cicindela puritana är en skalbaggsart som beskrevs av G. Horn 1871. Cicindela puritana ingår i släktet Cicindela och familjen jordlöpare. IUCN kategoriserar arten globalt som starkt hotad. Inga underarter finns listade i Catalogue of Life.

## Bildgalleri

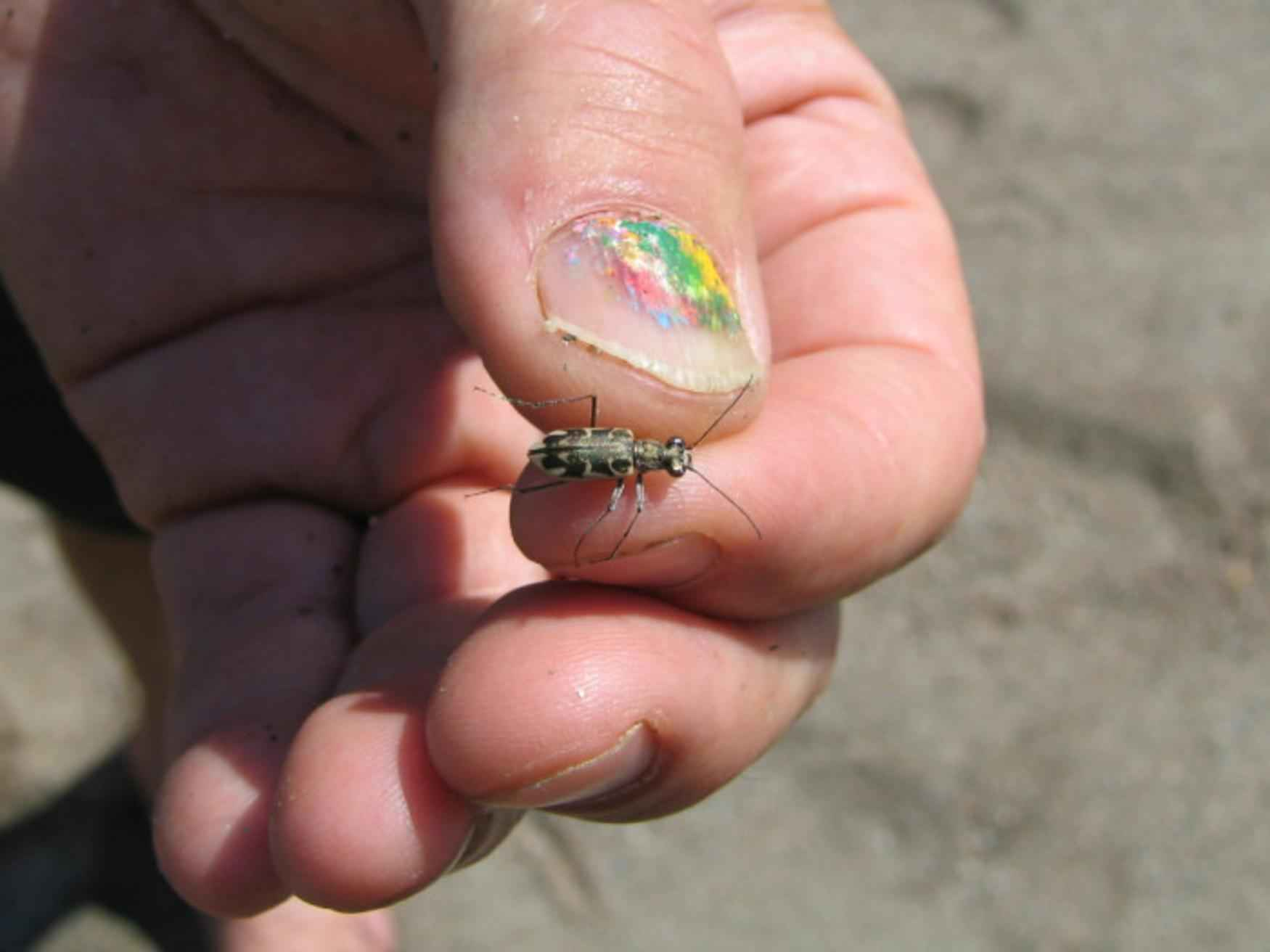